# Каденберге
Каденберге (нем. Cadenberge) — община в Германии, в земле Нижняя Саксония. Входит в состав района Куксхафен. Подчиняется союзу общин Ланд-Хадельн. Население составляет 4199 человек (на 31 декабря 2019 года). Занимает площадь 30,98 км².
В 2016 году Кадеберге и соседняя община Геверсдорф объединены в одну с первым названием.

## Топоним
Название общины, вероятно, происходит от нижненемецкого Cade — шкварка, указывающая на контур окружающего ландшафта.

## Население
| Год  | Численность | Численность |
| ---- | ----------- | ----------- |
| 2010 | 3349        |             |
| 2016 | 4269        | [ 6 ]       |
| 2017 | 4233        | [ 1 ]       |
| 2019 | 4244        | [ 7 ]       |
| 2021 | 4118        | [ 8 ]       |
| 2022 | 4193        | [ 9 ]       |
| 2023 | 4210        | [ 2 ]       |

## Герб
Блазонирование — геральдические фигуры: в правом верхнем углу на красном фоне представлен серебряный сошник, в правом нижнем углу изображён плывущий по волнам корабль с чёрными парусами и красным вымпелом на мачте; левая половина щита представлена половиной мельничного колеса красного цвета на серебряном фоне.
Левая половина символизирует традиционные занятия местных жителей — пахота и морская торговля. Правая половина напоминает о вымершем графском роде Бремер. На протяжении веков графы жили в Каденберге и оказывали существенное влияние на его развитие

## Известные уроженцы
- Бенедикт фон Бремер (1717—1779) — юрист,
- Йохан Готхард Шлихтхорст (1723—1780) — теолог,
- Эрнст Древес (1903—1991) — административный чиновник и политик (NSDAP)
- Вернер Штелли (1909—1997) — политик и глава Вупперталя
- Август Дикман (1912—1943) — офицер войск СС во время Второй мировой войны

## Галерея

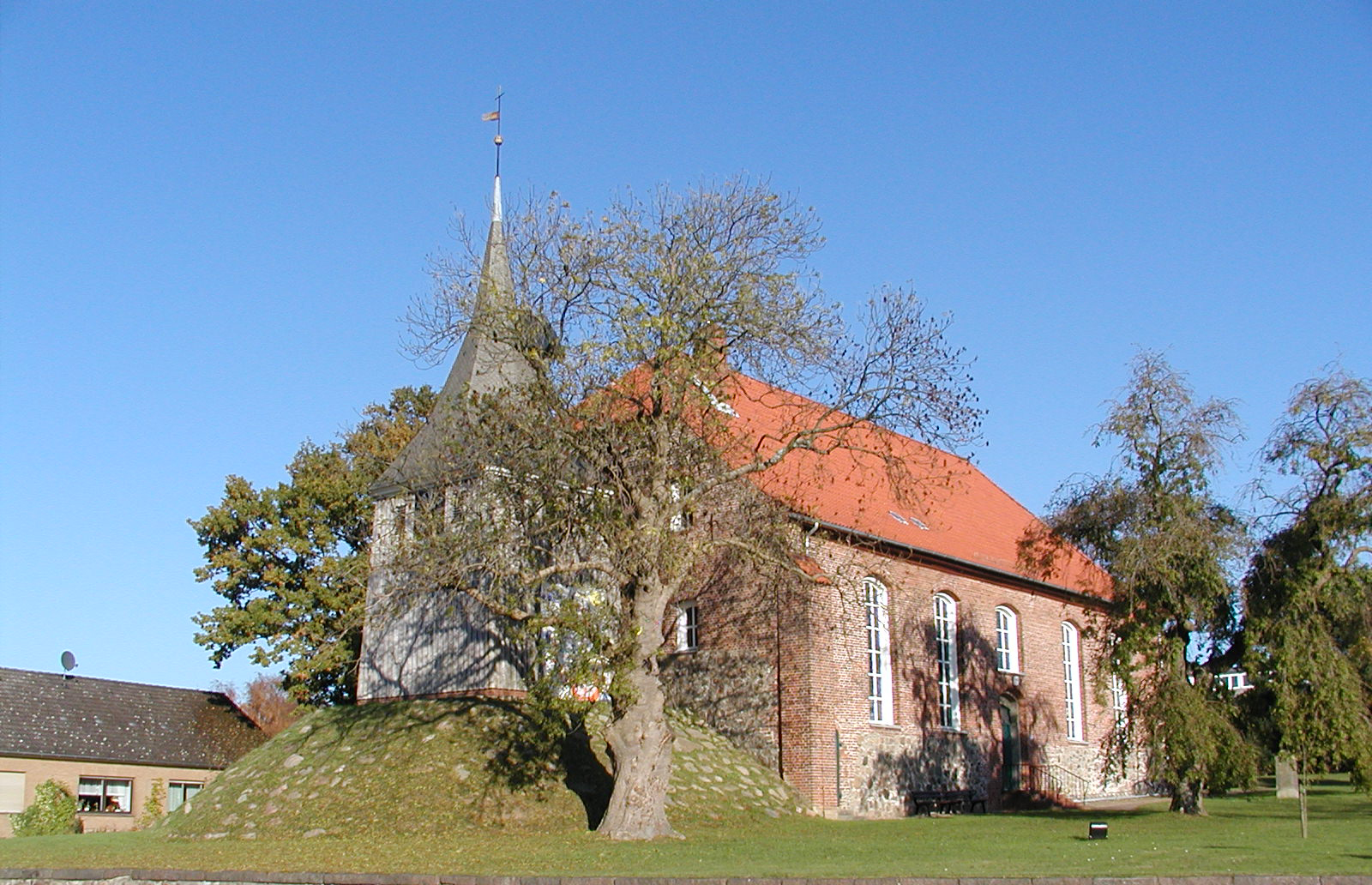
Церковь
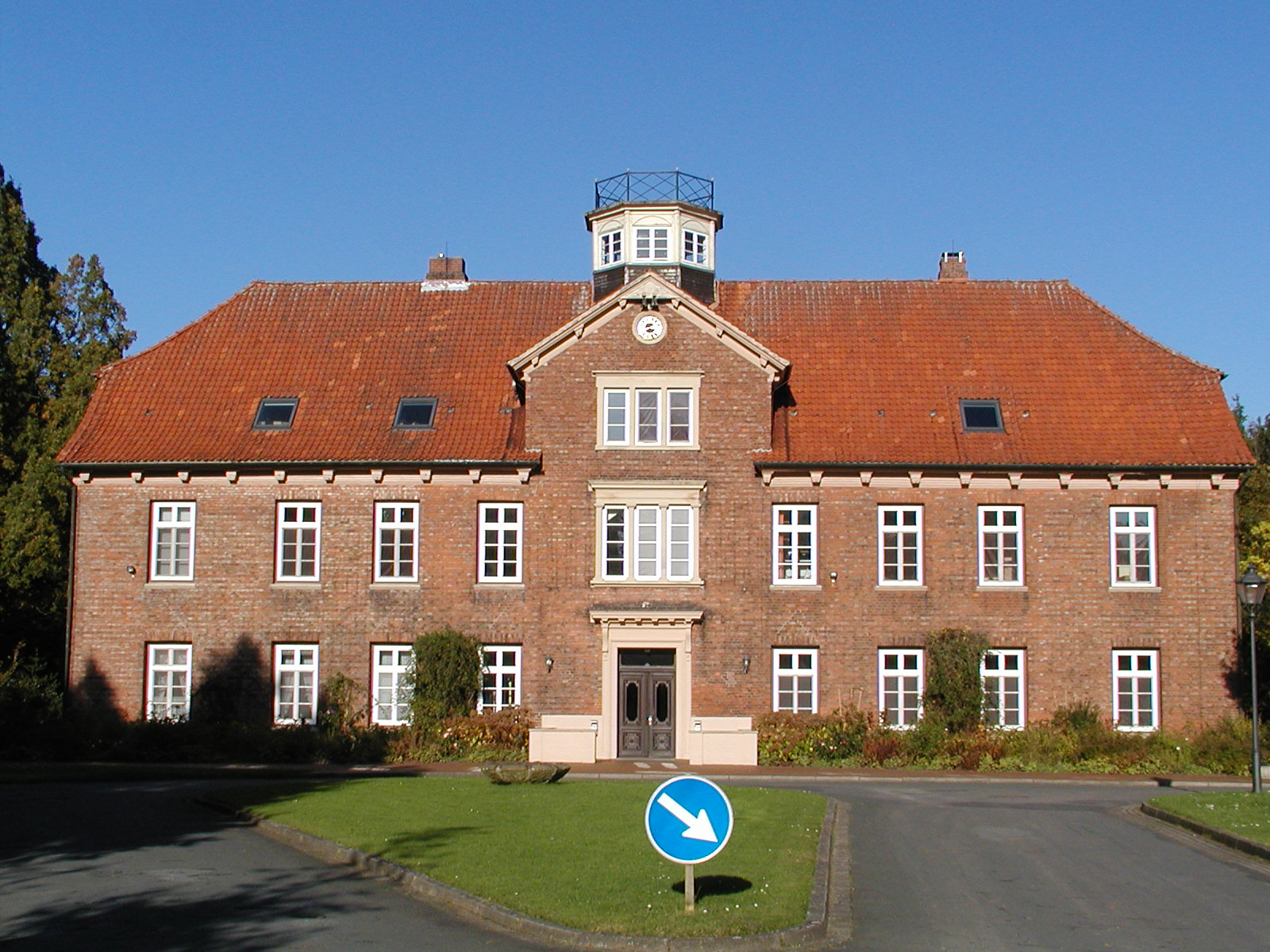
Замок
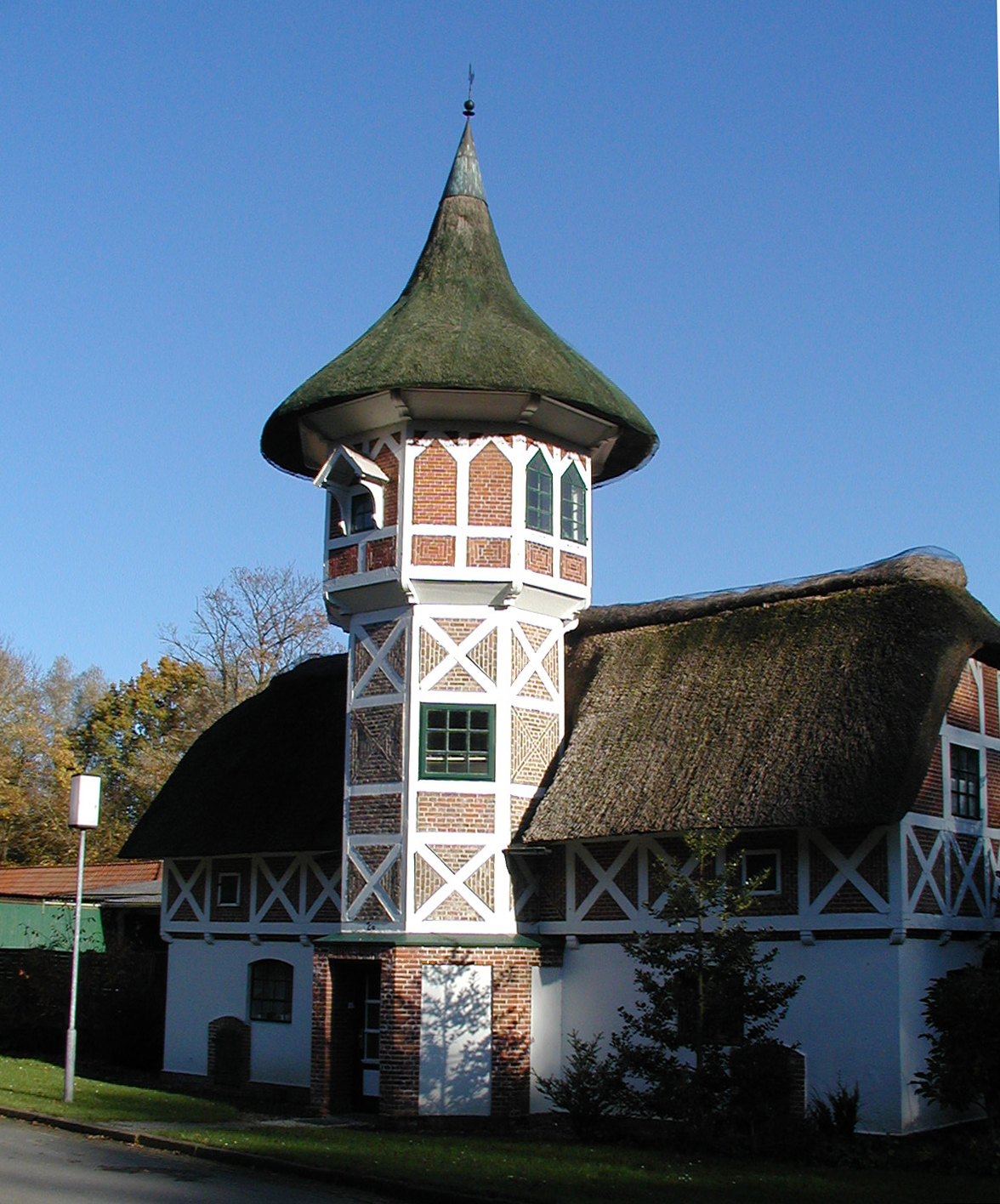
Голубятня
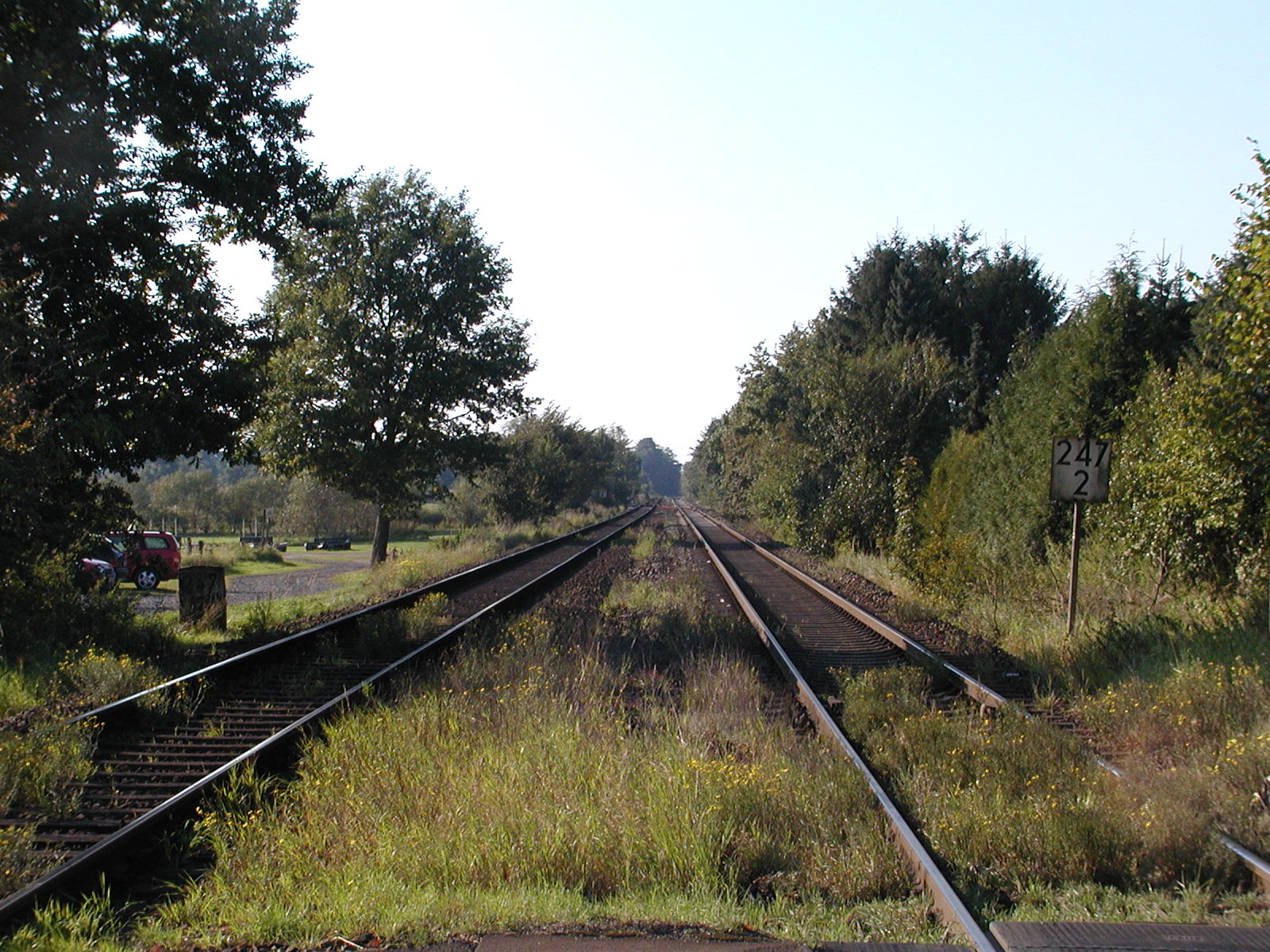
Железнодорожный путь
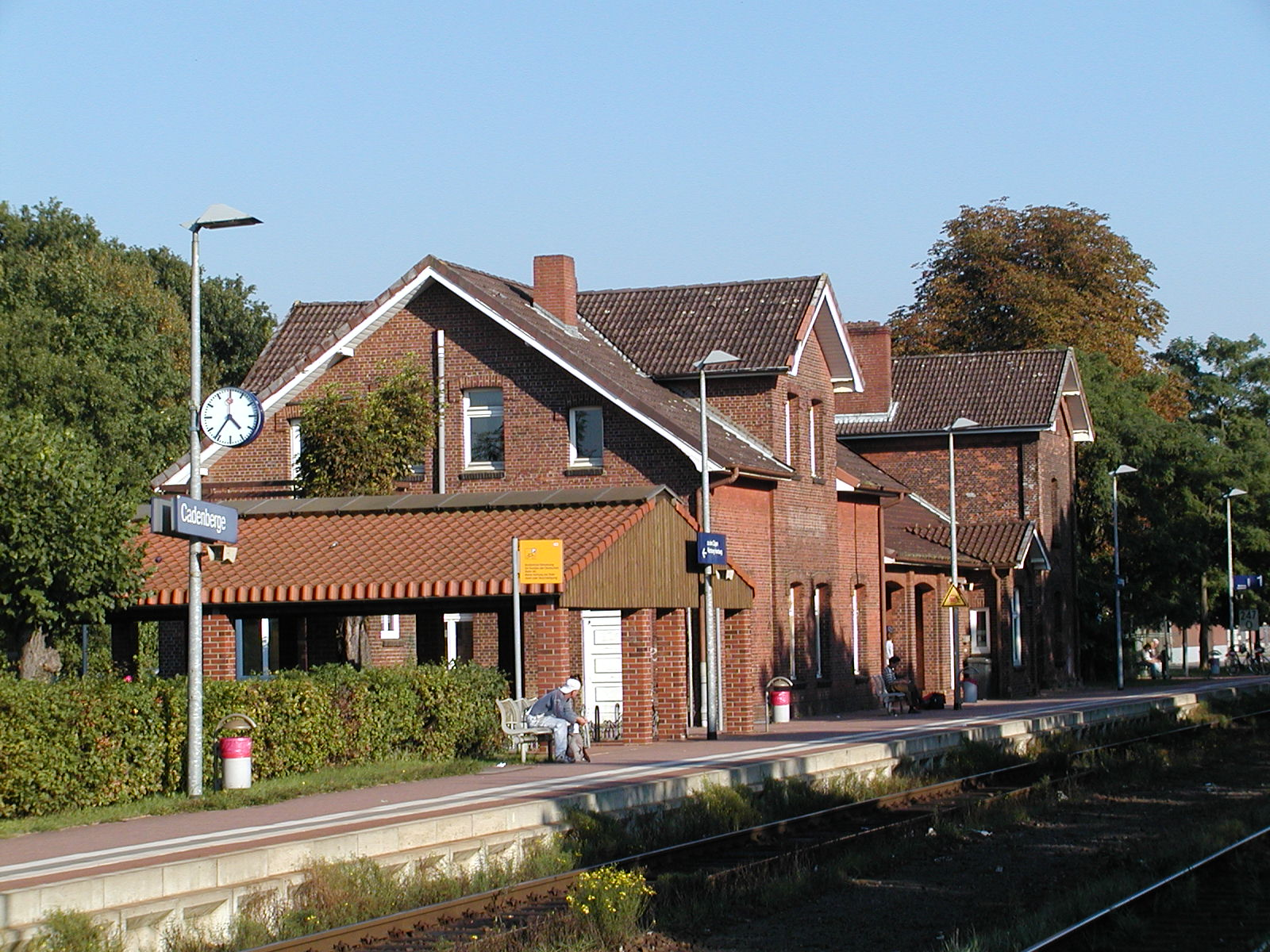
Вокзал
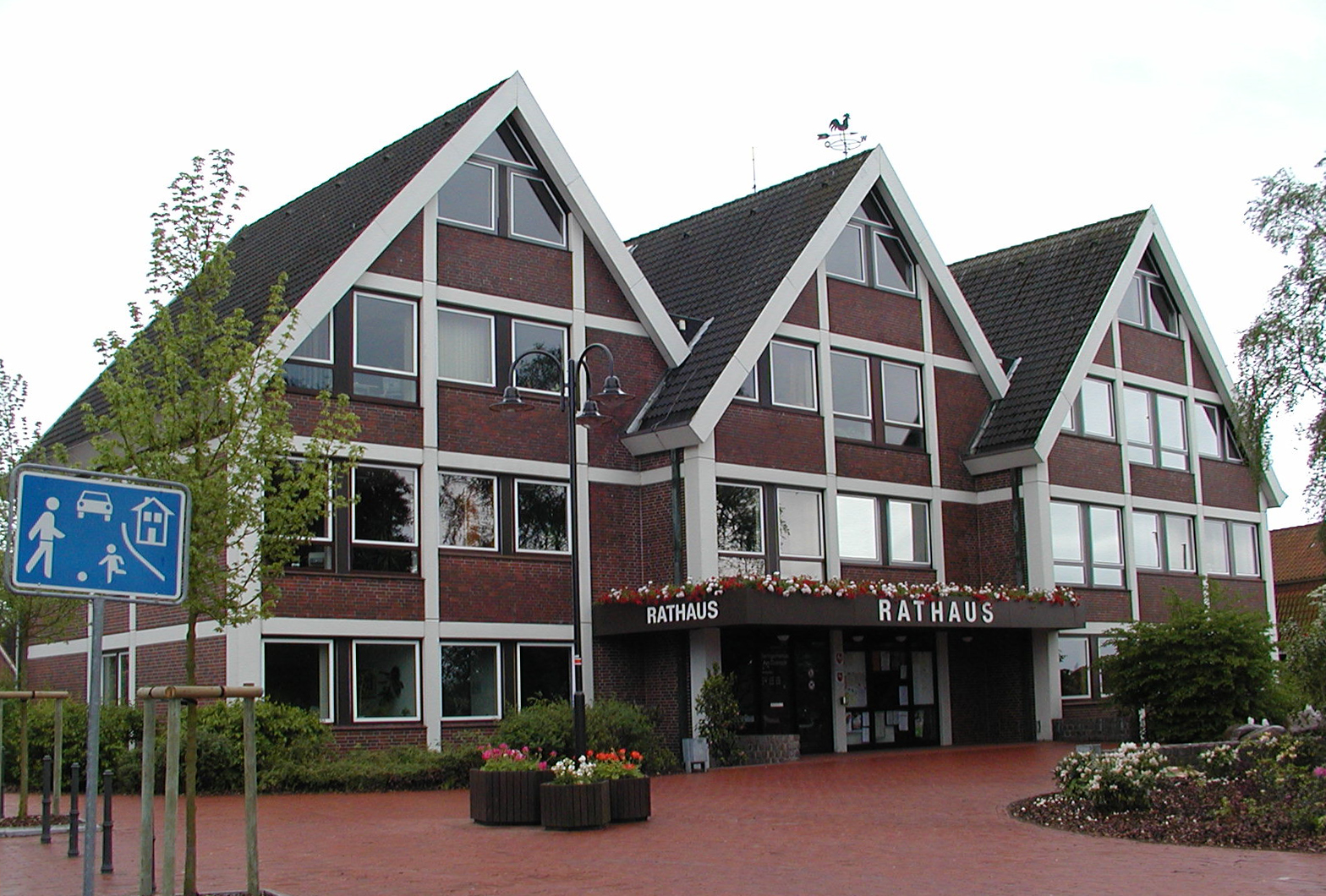
Ратуша